# Бебрекаркле, Жан Вильевич
Жан Вильевич Бебрекаркле (латыш. Žanis Bebrekārkle Viļa dēls; 1900, Елгава, Латвия — информации о смерти нет) — один из руководителей органов государственной безопасности Латвийской ССР. Член ВКП(б) c 1920 года.
До 1938 года служил в должности начальника особого отдела НКВД дивизии Приволжского ВО, входящего в состав Приволжского военного округа. В 1936 году ему было присвоено звание старший лейтенант государственной безопасности.
В 1938 году был отозван в распоряжение УНКВД Иркутской области, где проходил службу сотрудником УНКВД Иркутской области до 1938 года, когда был «Уволен вовсе с исключением с учета согласно ст. 38 п. „в“».
С 21 февраля 1945 года служил заместителем начальника отдела спецперевозок НКВД Латвийской ССР и 31 мая 1945 года получил звание майор государственной безопасности.

## Комментарии
1. ↑  Ошибочно указанный в документах как город Литовской ССР[2].